# Gnophos libanotica
Gnophos libanotica là một loài bướm đêm trong họ Geometridae.